# Irina Petrowna Tokmakowa
Irina Petrowna Tokmakowa, geborene Manukowa, (russisch Ирина Петровна Токмакова; * 3. März 1929 in Moskau; † 5. April 2018 ebenda) war eine sowjetische bzw. russische Dichterin, Übersetzerin, Kinderbuchautorin und Drehbuchautorin.

## Leben
Tokmakowas Vater war der armenische Elektroingenieur Pjotr Karpowitsch Manukow (Pertsch Karapetowitsch Manukjan). Ihre russische Mutter Lidija Alexandrowna Diligenskaja aus einer Priesterfamilie war Kinderärztin und leitete ein Findelkindhaus.
Seit ihrer Kindheit schrieb Tokmakowa Gedichte, aber hielt sich für literarisch unbegabt. Sie studierte an der Lomonossow-Universität Moskau in der Philosophischen Fakultät (Abschluss 1953 mit Auszeichnung) und war dann Aspirantin für Allgemeine und Vergleichende Linguistik. Daneben arbeitete sie als Übersetzerin.
Tokmakowas erste literarische Übersetzung war eine Sammlung schwedischer Kinderlieder, die ihr der schwedische Energieingenieur Borgkvist nach seinem Besuch in der UdSSR geschickt hatte. Sie hatte die Kinderlieder übersetzt, um sie ihrem Sohn vorzulesen. Ihr Mann, der Buchillustrator Lew Tokmakow (1928–2010), zeigte ihr Manuskript einem Verlag, der es zum Druck annahm. Ein Jahr später erschien das erste Buch mit ihren eigenen Gedichten, das sie zusammen mit ihrem Mann zusammengestellt hatte. Ihre Gedichte sollten gehört werden und zeichnen sich durch eine ausgeprägte Phonetik aus. In ihren Gedichten ist häufig das Motiv der Stille anzutreffen.
Übersetzt ins Russische hatte Tokmakowa Lewis Carrolls Alice’s Adventures in Wonderland, Kenneth Grahames The Wind in The Willows, A. A. Milnes Winnie-the-Pooh, Tove Janssons Småtrollen och den stora översvämningen, Mumin på Kometjakt und Trollkarlens hatt, Astrid Lindgrens Mio, min Mio, J. M. Barries Peter Pan in Kensington Gardens und Peter and Wendy, Beatrix Potters  Peter Rabbit, Selma Lagerlöfs Nils Holgerssons underbara resa genom Sverige, Joseph Jacobs’ The Three Little Pigs u. a. sowie Werke aus dem Usbekischen und Weißrussischen. Auch als Drehbuchautorin war Tokmakowa bekannt.
Seit 1975 war Tokmakowa Mitglied der KPdSU.
Tokmakowa starb am 5. April 2018 in Moskau und wurde auf dem Armenischen Friedhof neben ihrem Mann begraben.

## Ehrungen, Preise
- Alexander-Grin-Preis (2002)
- Staatspreis der Russischen Föderation 2002 im Bereich Literatur und Kunst (2003)[8]
- Preis der Regierung der Russischen Föderation im Bereich Bildung (2008)[9]